# Paecilaemana halonata
Paecilaemana halonata is een hooiwagen uit de familie Cosmetidae.